# 카일 XY
카일 XY(Kyle XY)는 2006년 6월 26일부터 2009년 3월 16일까지 ABC 패밀리에서 방영된 SF 드라마이다.